# Morón (Venezuela)
Pour les articles homonymes, voir Moron.
Morón est une ville de l'État de Carabobo au Venezuela, capitale de la paroisse civile de Morón et chef-lieu de la municipalité de Juan José Mora. Sa population avoisine les 25 000 habitants[réf. nécessaire].

## Sources
- (es) Cet article est partiellement ou en totalité issu de l’article de Wikipédia en espagnol intitulé « Morón (Venezuela) » (voir la liste des auteurs).